# چن ژینخویی
چن ژینخویی (چینی: 陳之輝) بازیگر اهل چین و دانش‌آموختهٔ آکادمی مرکزی تئاتر است.
از فیلم‌ها یا برنامه‌های تلویزیونی که وی در آن نقش داشته است، می‌توان به ایپ من، شائولین ، بی‌باک، نجات ژنرال یانگ و سه امپراتوری: رستاخیز اژدها اشاره کرد.